# تورستن ميكايليس
تورستن ميكايليس (بالألمانية: Torsten Michaelis) (و. 1961 – م) هو ممثل، وممثل صوت، وممثل أفلام من ألمانيا. ولد في برلين. 

## وصلات خارجية
- تورستن ميكايليس على موقع IMDb (الإنجليزية)
- تورستن ميكايليس على موقع ألو سيني (الفرنسية)
- تورستن ميكايليس على موقع ميوزك برينز (الإنجليزية)
- تورستن ميكايليس على موقع أول موفي (الإنجليزية)
- تورستن ميكايليس على موقع قاعدة بيانات الأفلام السويدية (السويدية)
- تورستن ميكايليس على موقع ديسكوغز (الإنجليزية)
- تورستن ميكايليس على موقع قاعدة بيانات الفيلم (الإنجليزية)
- تورستن ميكايليس على موقع كينوبويسك (الروسية)